# 大阪技能専門学校
大阪技能専門学校（おおさかぎのうせんもんがっこう）は、大阪府岸和田市神須屋町にある私立専修学校。

## 概要
自動車整備科（令和４年４月より自動車工業科に名称変更）・総合商業科を併設する専修学校高等課程（高等専修学校）である。総合商業科にはトリマーを目指すドッグケアコース・美容を学ぶトータルビューティコース・情報グロースコースが設置されている。
三重県の徳風高等学校との技能連携により同時に高等学校卒と専修学校高等課程（高等専修学校）卒が可能である。

## 沿革
- 1984年 - 岸和田高等技術学院設置
- 1985年 - 岸和田ビジネス専門学校（商業科）設置
- 1986年 - 運輸大臣（当時）より自動車整備士一種養成施設の指定受ける。
- 1988年 - 文部大臣（当時）より大学入学資格付与校の指定受ける。
- 1997年 - 工業高等課程（自動車整備科）を新設。
- 1998年 - 学校法人神須学園設立許可を受ける。
- 2002年 - 大阪技能専門学校に校名変更。総合工業科を新設。商業科を総合商業科に改称。
- 2005年 - 徳風高校と技能連携。
- 2011年 - キャリアサポートセンターを新設
- 2016年4月 - 神須学園高等学校と技能連携開始。
- 2022年
  - 3月 - 自動車整備士一種養成施設を廃止。神須学園高等学校と技能連携終了。
  - 4月 - 徳風高等学校と技能連携開始。自動車整備科を自動車工業科に改称。総合工業科を募集停止。

## 設置学科
- 自動車工業科
- 総合商業科

## 著名な出身者
- 武蔵 -（第五期生）タレント、元空手家、元キックボクサー

## 交通
- 阪和線 東岸和田駅 南東へ約1.3km。